# Labinot Arapi
Labinot Arapi (23 giugno 1994) è un giocatore di football americano svizzero che gioca nel ruolo di linebacker per gli Helvetic Mercenaries.

## Palmarès
- Lega B (Zürich Renegades, 2018, 2019)